# ليونارد غاسكين
ليونارد غاسكين (بالإنجليزية: Leonard Gaskin)‏ هو عازف جاز أمريكي، ولد في 25 أغسطس 1920 في نيويورك في الولايات المتحدة، وتوفي بنفس المكان في 24 يناير 2009.

## وصلات خارجية
- ليونارد غاسكين على موقع ميوزك برينز (الإنجليزية)
- ليونارد غاسكين على موقع أول ميوزيك (الإنجليزية)
- ليونارد غاسكين على موقع ديسكوغز (الإنجليزية)